# Catachlorops nebulosus
Catachlorops nebulosus är en tvåvingeart som beskrevs av Krober 1931. Catachlorops nebulosus ingår i släktet Catachlorops och familjen bromsar. Inga underarter finns listade i Catalogue of Life.